# Algorisme Rete
L'algorisme Rete és un algorisme de reconeixement de patrons eficient per implementar un sistema de producció de regles. Va ser creat pel Dr. Charles L. Forgy a la Carnegie Mellon University. La seva primera referència escrita data de 1974, i va aparèixer de forma més detallada en la seva tesi doctoral (el 1979) i en un article científic de 1982. Rete és avui dia la base de molts sistemes experts molt famosos, incloent CLIPS, Jess, Drools, i Soar.

## Avantatges
Una implementació simple d'un sistema expert basat en regles comprovaria cada regla amb els fets de la base de coneixement activant la regla si correspon, i passant a avaluar la següent. Aquest algorisme, fins i tot per a un nombre baix de regles i fets, té un temps d'execució molt alt (fent-lo inadequat per a sistemes de producció reals).